# Garia
Garia (Garrya Douglas ex Lindl.) – rodzaj roślin z rodziny gariowatych Garryaceae Lindl. Obejmuje 17 gatunków. Rośliny te występują naturalnie na obszarze od stanu Waszyngton w Stanach Zjednoczonych po Panamę. Jeden gatunek (G. fadyenii) rośnie na Wielkich Antylach. Są roślinami trującymi z powodu zawierania toksycznych alkaloidów diterpenowych. Wyróżniają się jajowatymi, zimozielonymi liśćmi i srebrzystymi zimą i wczesną wiosną kotkami, z powodu których uprawiane są jako ozdobne. Nazwa rodzajowa upamiętnia Nicholasa Garry'ego (1781-1856), przyjaciela Davida Douglasa, który sprowadził przedstawicieli tego rodzaju do Europy w 1827.  

## Morfologia
PokrójZimozielone krzewy, rzadziej niewielkie drzewa osiągające do 15 m wysokości, o młodych pędach czterokanciastych, zwykle owłosionych, z włoskami jednokomórkowymi, rzadziej nagie (G. glaberrima).
LiścieNaprzeciwległe, osadzone na ogonkach liściowych złączonych nasadami, o blaszce zwykle całobrzegiej, czasem o brzegu falistym lub wcinanym. Nie mają przylistków.
KwiatyRośliny dwupienne. Kwiaty są skupione w kwiatostanach w formie gron lub kotek. Zazwyczaj rozwijają się na szczytach pędów, rzadziej w kątach liści. Są zwisające, pojedyncze lub w pęczkach. Kwiaty są drobne i promieniste. Kwiaty męskie są szypułkowe, skupione po trzy w kątach przysadek tworzących strukturę w kształcie kielicha. Składają się z 4 płatków korony (brak działek kielicha) z często zrośniętym wierzchołkiem. Pręciki są cztery, z krótkimi nitkami, ułożone są naprzemiennie z działkami kielicha. Pylniki są dwukomorowe, okazałe. Kwiaty żeńskie są siedzące, pozbawione okwiatu i wyrastają pojedynczo w kącie 2–4 przysadek. Mają słupek dolny z 2–3 zrośniętymi owocolistkami, zwykle owłosiony. W zalążni znajdują się 2–3 zalążki na łożysku ściennym. Szyjka słupka jest wąska, dwudzielna.
OwocNieregularnie pękające, ciemnoniebieskie lub szare jagody zawierające 1–, rzadko 3, czarne nasiona z małym zarodkiem i znacznym bielmem. Początkowo owoce są soczyste i gorzkie, po dojrzeniu są suche.

## Systematyka

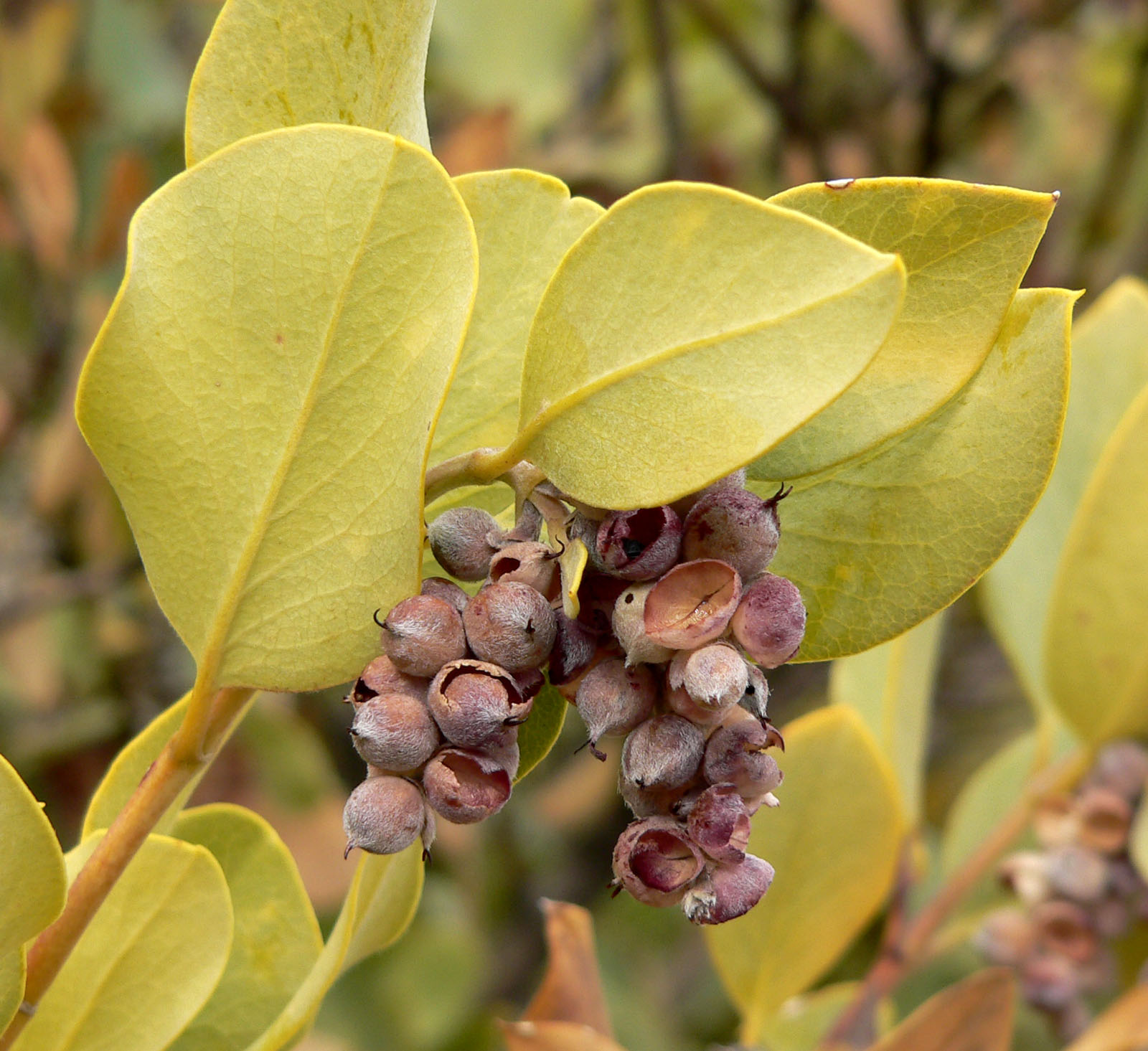
Garrya flavescens

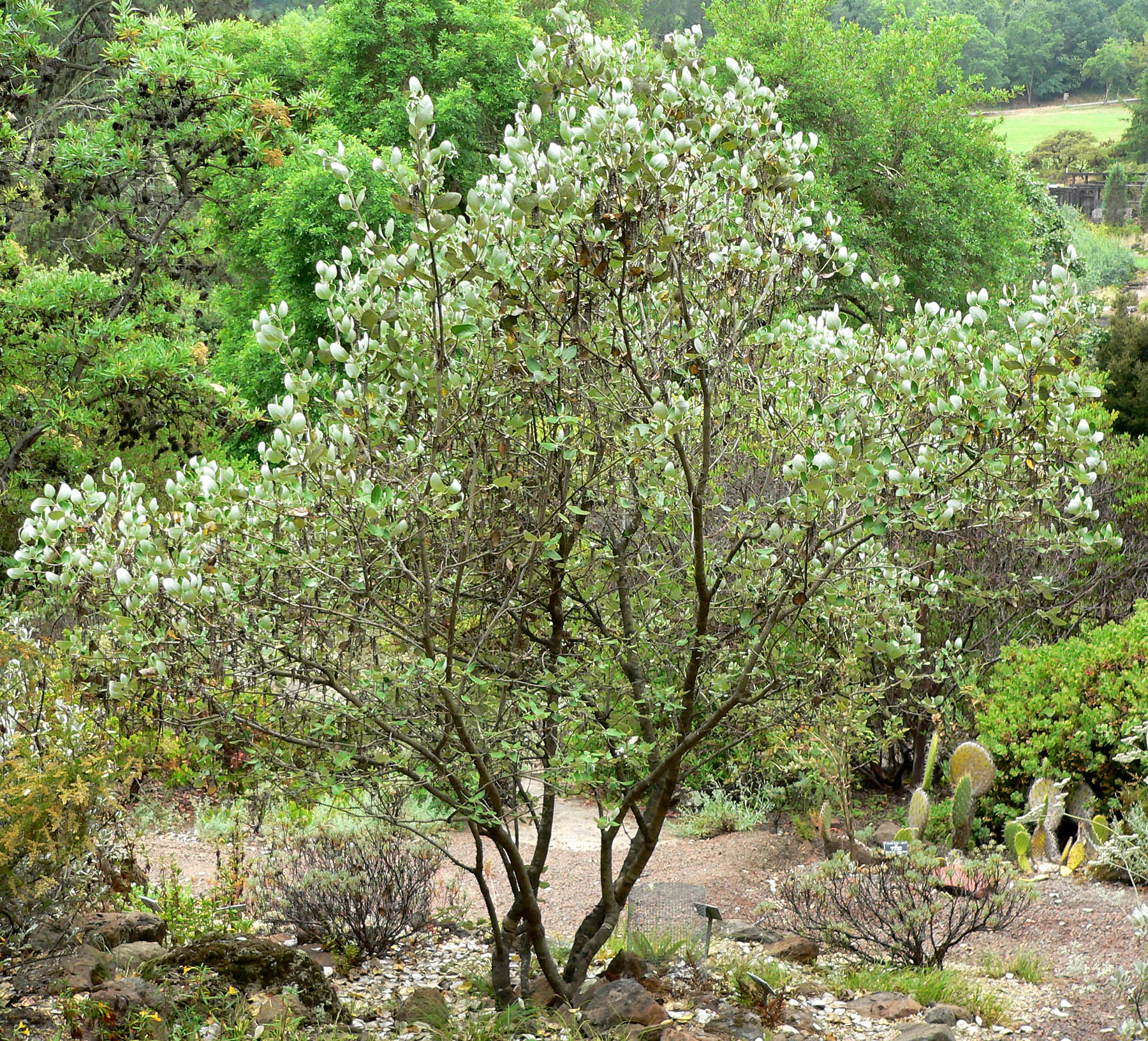
Pokrój gatunku Garrya veatchii

Występowanie dwupiennych i pozbawionych płatków kwiatów zebranych w kotki, sprawiło, że taksonomowie w XIX wieku zaliczali rodzaj Garrya do rodziny wierzbowatych (Salicaceae Mirb.) i do rzędu woskownicowców (Myricales Engl. in Engl. & Prantl). Później zaczęto klasyfikować ten rodzaj w rodzinie dereniowatych (Cornaceae (Dumort.) Dumort.). W systemie Cronquista z 1981 roku wyodrębniony został do monotypowej rodziny gariowatych (Garryaceae Lindl.) w rzędzie gariowców (Garryales Lindl.). Tak samo klasyfikowany jest w systemie Takhtajana z 2009. W systemie APG III z 2009 i APG IV z 2016 roku stanowi rodzaj siostrzany względem aukuby (Aucuba Thunb.) w ramach jednej rodziny – gariowatych (Garryaceae Lindl.). 
Lista gatunków
- Garrya buxifolia A.Gray
- Garrya corvorum Standl. & Steyerm.
- Garrya elliptica Douglas ex Lindl.
- Garrya fadyenii Hook.
- Garrya flavescens S.Watson
- Garrya fremontii Torr.
- Garrya glaberrima Wangerin
- Garrya goldmanii Wooton & Standl.
- Garrya grisea Wiggins
- Garrya laurifolia Benth.
- Garrya lindheimeri Torr.
- Garrya longifolia Rose
- Garrya mexicana (Dahling) G.L.Nesom
- Garrya ovata Benth.
- Garrya salicifolia Eastw.
- Garrya veatchii Kellogg
- Garrya wrightii Torr.

## Zastosowanie
Gatunek Garrya elliptica jest uprawiany jako roślina ozdobna. Kiedyś miał także zastosowanie w medycynie ludowej. W jego korze znajduje się co najmniej 5 alkaloidów, w tym delfinina, która poza tym gatunkiem występuje jeszcze tylko w tojadzie (Aconitum) i ostróżce (Delphinium).